# Costretto ad uccidere
Costretto ad uccidere (Will Penny) è un film del 1968 diretto da Tom Gries.
Il western narra la storia di un uomo solitario, interpretato da Charlton Heston, cui il destino dà una possibilità di cambiare vita. Tra gli altri interpreti, Joan Hackett, Donald Pleasence e Lee Majors.

## Trama
(una frase del film)
Consegnata la mandria, un gruppo di cowboy ha concluso la sua stagione di lavoro e, ricevuta la paga, ognuno si appresta come può ad affrontare l'inverno. Will Penny è uno degli uomini più esperti e il padrone lo vorrebbe ancora con sé. L'esigenza di un ragazzo di andare a Kansas City a trovare il padre malato convince però Will a fare cambio con lo stesso, cui era stato promesso un altro lavoro a Flat Iron, più a nord.
Avviatosi così con Dutchy e Blue, si imbatte presto nella banda del predicatore Quint, un uomo senza scrupoli del quale in una sparatoria uccide un figlio. Nello stesso scontro a fuoco, Dutchy si ferisce gravemente all'addome necessitando di un medico. Giunti in una locanda vi trovano un uomo che sta accompagnando una signora e il suo bambino in California, mentre il padrone di casa informa che il medico più vicino è certamente troppo distante perché il ferito possa arrivarvi vivo. Will e Blue, dopo un po' di sconforto e... molto whisky, si convincono di poter salvare l'amico e ci credono al punto da scommettere un'ingente somma con il cinico oste.
Dutchy in effetti arriva vivo nel lontano villaggio dove un barbiere/chirurgo gli porta le sue cure. Qui Will però deve lasciarlo per proseguire verso la sua nuova destinazione.
Il suo arrivo a Flat Iron coincide con la morte di un altro mandriano e questo non lo mette in buona luce con gli altri, mentre il capo però ne intuisce il valore e lo destina subito ad un compito delicato: dovrà passare l'intero inverno da solo nella parte più montuosa e remota dell'allevamento. Giunto alla capanna della sua destinazione, scopre che la stessa è occupata da quella signora che aveva incontrato nella locanda e che, verosimilmente è stata abbandonata lì dallo spregiudicato accompagnatore pagato in anticipo dal marito. Vista la disperazione della giovane donna, Will accetta di lasciare lei e il bambino nella capanna fino alla fine di un lungo giro di ricognizione per le montagne che lo terrà lontano diversi giorni. Qui è raggiunto da Quint e dalla sua banda che si vendicano pestandolo e lasciandolo tramortito e seminudo al gelo, sicuri che non sopravviverà. Ma Will, raccolte tutte le residue energie riesce miracolosamente a raggiungere la sua baracca appena in tempo da permettere a Catherine di soccorrerlo.
Ristabilitosi, non può cacciare chi gli ha salvato la vita, e nasce anzi una convivenza che porta beneficio a tutti. Passato il Natale poi è chiaro che non solo il bambino ha già un affetto per Will superiore a quello che ha per il padre, ma anche con Catherine l'attrazione reciproca è ormai vero amore, anche se lui è frenato dall'avere un rapporto con una donna sposata.
Un ulteriore barbaro attacco dei Quint è sventato dal provvidenziale arrivo dei due amici, Blue e Dutchy. Quest'ultimo, guarito, potrà permettere di riscuotere l'ingente importo della scommessa effettuata con il cinico locandiere. Così, quando arriva il padrone dell'allevamento e vede la strana situazione creatasi nella sua capanna, Will spiega tutte le circostanze e poi si licenzia, andandosene coi suoi vecchi amici. Dice così addio forse definitivamente alla possibilità di farsi una famiglia e di smettere la vita di mandriano nomade e solitario.

## Produzione
Il film riprende un soggetto che lo stesso Gries aveva già portato sul piccolo schermo per un episodio della serie televisiva The Westerner creata da Sam Peckinpah per la NBC.
Per Jon Gries, figlio del regista, Anthony Zerbe e G.D. Spradlin fu il debutto cinematografico mentre per Lee Majors si trattò del secondo film (ma nel primo non venne accreditato).
Il film fu girato in California, nella contea di Inyo.